# Reserva marina de l'Illa de Tabarca
La reserva marina de l'Illa de Tabarca és una reserva natural situada enfront de les costes de la província d'Alacant, al País Valencià.

## Dades bàsiques
Aquesta reserva ocupa una extensió de 1.400 hectàrees al voltant de l'illa de Nova Tabarca i va ser declarada el 9 de gener de 1995. La zona protegida té una forma rectangular, de la qual l'illa ocupa la zona central. Aquesta comprén tant aigües interiors, que són competència de la Generalitat Valenciana, com a aigües exteriors que corresponen a l'administració general de l'Estat espanyol.

## Flora
A les seues zones de substrat arenós destaca la presència de les prades de posidònia oceànica que, a més de produir gran quantitat d'oxigen i ser la base de la cadena alimentària, és capaç d'estabilitzar els sòls arenosos, evitant per tant l'erosió. A més, també existeixen formacions d'altres plantes del gènere Posidònia i cymodocea.
A les zones de substrat rocós, viuen diverses espècies d'algues adaptades segons la profunditat, de les quals la més superficial és l'alga verda i la més profunda, l'alga roja.

## Fauna
Existeix una gran varietat de peixos en la reserva, entre els quals destaquen el mero, el dot, el mero blanc, el déntol, l'orada, el pagre, la salpa o la oblada.
Entre els invertebrats destaca la llagosta, diversos mol·luscos vermètids, les nacres, les gorgònies, l'eriçó de mar, l'estrela de mar o les esponges. Així mateix, és possible trobar exemplars de tortuga babaua.

## Accessos
L'illa es troba a onze milles nàutiques d'Alacant, a tres de Santa Pola i set de Guardamar del Segura, i existeixen diverses companyies que cobreixen la distància amb vaixell de manera regular.